# 布拉霍維申斯凱
布拉霍維申斯凱（烏克蘭語：Благовіщенське，羅馬化：Blahovishchenske，發音：[bɫɐɦɔˈʋʲiʃt͡ʃenʲsʲke] ⓘ）是烏克蘭基洛夫格勒州霍洛瓦尼夫斯克区布拉霍維申斯凱市镇内的城市及該市镇的行政中心。位於該國中部第聶伯高地，距離州府克羅皮夫尼茨基151公里，始建於1870年，2025年人口数量为5,073人。
1924年至2016年间，该城市以苏联领导人弗拉基米尔·列宁原名命名为烏里揚諾夫卡（羅馬化：Ulianovka）。